# Нішаджи Мехмед-паша
Нішаджи Мехмед-паша (*д/н — 1728) — державний та військовий діяч Османської імперії, великий візир у 1717—1718 роках.

## Життєпис
За походженням був вірменом. Син Хаджи Алі, що займався торгівлею з Єгиптом. Народився в селі Еркілет поблизу м.Кайсері. У справах перебував в Стамбулі, де зміг надати низку послуг впливовому сановнику Сілахдару Сулейману-паше, до почту якого увійшов. Невдовзі відбув з останнім до Алеппо, куди Сулеймана-пашу призначили намісником. Протягом 1710—1714 років був вірним помічником свого патрона на усіх його посадах (каймакама, великого візира, капудан паші).
1716 року призначено санджакбеєм Дукакіна. Тут зібрав військо, з яким приєднався до армії великого візира Дамат Сілахдара Алі-паши. Брав участь у битві біля Петраварадіна, де османське військо зазнало тяжкої поразки. Втім Мехмед-пашу призначили намісником Алеппо. На шляху до свого місця призначення в Ізмірі зустрів свого друга візира Невшехірлі Ібрагім-пашу, який домігся для Мехмеда посади кетхюда прибиральників.
У лютому 1717 року призначається зберігачем печатки і третій візиром. Брав участь у війні з Австрією, зокрема у битві біля Белграду. Великого візира Хаджи Халіл-пашу позбавили посади, після чого 26 серпня 1717 року Мехмед-пашу призначили новим великим візиром. Втім він не зміг домогтися успіху, але виступав за продовження війни. Тому 10 травня 1718 року був позбавлений посади султаном Ахмедом III, що вирішив укласти мир з Австрією.
Був призначений сераскером і санджакбеєм Яніни, йому дано завдання відвоювати фортеці Превеза і Дубніца, які захопили венеційці. Втім тут Мехмед-паша не досяг успіхів. За цим його призначили санджакбеєм Ніша і Тірхали. 1719 року очолив еялет Вана, а 1720 році призначено головою залоги Кандії на Криті.
1721 року призначено бейлербеєм Єгипту. Він привіз султанське прощення усім учасникам повалення Реджеп-паши. Згодом вдовольнився формальним керуванням, а значний обсяг влади май очільник усіх мамлюків Ісмаїл-бей з клану Шаваріба (частини колишнього клану аль-Касимійя). Втім 1724 року, намагаючись розколоти мамлюків, бейлербей підтримав заколот Зу'ль Факар-бея, голови клану аль-Факарія, проти Ісмаїл-бея, якого було вбито. За цим було знищено багатьох представників клану Шанаваріба-Касимійя. Мухаммад Черкес-бею (лідеру клану Шанабія, частину великого клану аль-Касимійя), який першим отримав неофіційний титул шейх аль-балад (голови усіх мамлюків), фактично призначав вищих чиновників Єгипту. Втім бейлербей відмовив Мухаммад Черкесу у боротьбі проти Зу'ль-Факар-бея, внаслідок чого перший домігся відставки Мехмед-паши. Той повернувся на посаду у 1726 році після перемоги Зу'ль-Факар-бея за підтримки клану мамлюків аль-Каздугія над Мухаммад Черкес-беєм. У 1727 році той зміг повернутися. Під час цих подій Мехмед-паша втратив будь-яку владу над Єгиптом й був повалений Зу'ль-Факар-бей за відмову надати додаткові кошти із скарбниці..
У липні 1728 року призначається пашею Джидди і Абісінії. Втім невдовзі після цього помер в Джидді. Його поховали на кладовищі Муалья в Мецці, але в XIX ст. його могилу зруйнували ваххабіти.